# Gaudenzio Marconi

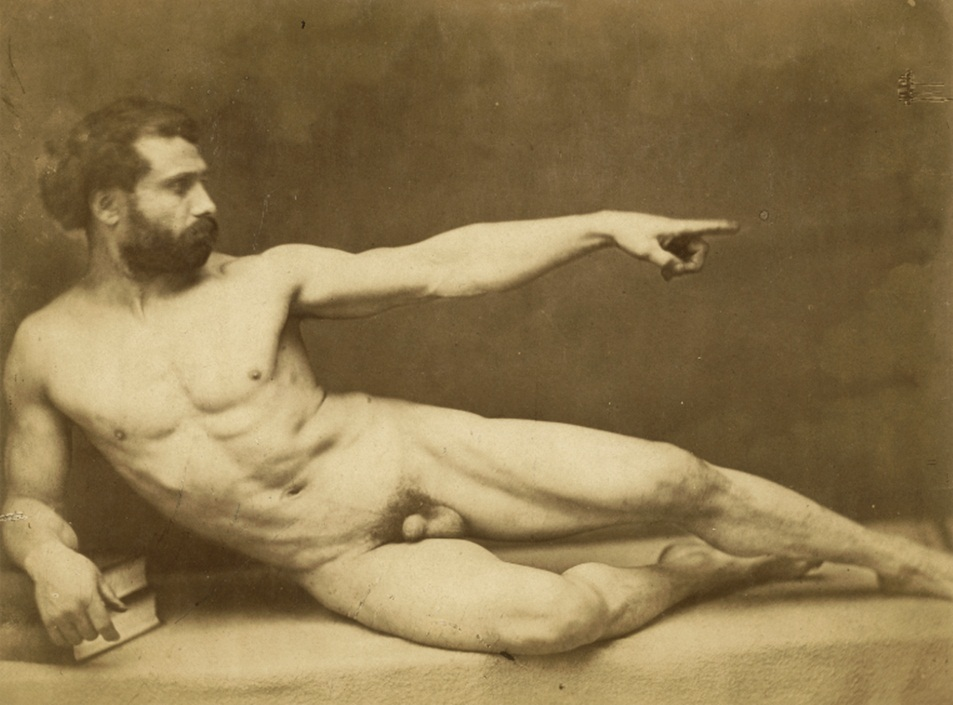
Nudo accademico

Gaudenzio Marconi (oft auch Guglielmo Marconi,) (* 12. März 1841; † 1885) war ein Schweizer Fotograf italienischer Herkunft.

## Leben
Er wurde bekannt durch seine künstlerischen Aktfotografien. Diese Fotografien wurden als Vorlage für die Arbeiten berühmter Künstler wie zum Beispiel von Auguste Rodin benutzt.
Marconi wurde in der französischsprachigen Schweiz als Sohn italienischstämmiger Eltern geboren. Er spielte eine Rolle in der Entwicklung der frühen Fotografie. In den späten 1860er Jahren schrieb er sich als Fotograf an der École des Beaux-Arts in Paris ein. Seine Spezialität waren Aktaufnahmen. Sehr häufig nahmen seine Modelle dabei Posen ein, die von Gemälden oder Skulpturen übernommen wurden.
In den 1870er Jahren siedelte er nach Brüssel über, wo er sein Werk fortsetzte.